# إتيان فابر
إتيان فابر (بالفرنسية: Étienne Fabre)‏ هو طالب فرنسي، ولد في 5 أغسطس 1996 في روديز في فرنسا، وتوفي في 10 ديسمبر 2016 في Bauges Mountains ‏ في فرنسا.

## وصلات خارجية
- إتيان فابر على موقع الاتحاد الدولي للدراجات (الإنجليزية)
- إتيان فابر على موقع أرشيف الدراجات (الإنجليزية)
- إتيان فابر على موقع إحصائيات الدراجات الإحترافية (الإنجليزية)
- إتيان فابر على موقع نسبة الدراجات (الإنجليزية)